# Аксьоновка (Вадінський район)
Аксьо́новка (рос. Аксёновка) — село у складі Вадінського району Пензенської області, Росія.
Населення — 23 особи (2010; 49 у 2002).
Національний склад станом на 2002 рік:
- росіяни — 100 %